# Institut de formation commerciale permanente
L'Institut de formation commerciale permanente (IFOCOP), créé en 1969 à Rungis, est un organisme de formation professionnelle dédié à l'emploi, qualifié « ISQ-OPQF ». Il est certifié Qualiopi.

## Historique
IFOCOP est créé en 1969. Depuis 1970, les centres IFOCOP revendiquent plus de 130 000 personnes formées dans le cadre de certifications professionnelles ou  de diplômes de niveau 4 à 7 (équivalent Bac à Bac+5).
En 2023, l'institut comprend 11 centres de formation (6 en Île-de-France, 1 en Hauts de France, 1 en Bourgogne-Franche-Comté et 2 en Nouvelle-Aquitaine) et un centre ifocop à distance. Il emploie 140 salariés permanents, 450 intervenants extérieurs.
81 % des stagiaires ont retrouvé un emploi en 2018.
Chaque année, entre 80 et 90 % des stagiaires sont dans un emploi qui correspond à leur formation, 6 mois après sa fin.